# All'ombra della gloria
All'ombra della gloria è un film del 1945 diretto da Pino Mercanti.

## Trama
Ambientato in Sicilia nei giorni che anticiparono lo sbarco dei Mille. Un nobile e il suo fattore organizzano la rivolta contro i borbonici per raggiungere Garibaldi.

## Produzione
Prodotto dalla SICANIA Film in collaborazione della S.I.P.C., la pellicola girata e montata nel 1943 uscì nelle sale del centro-sud, solo il 18 aprile 1945.